# Aricia garretti
Aricia garretti är en fjärilsart som beskrevs av Harrison 1929. Aricia garretti ingår i släktet Aricia och familjen juvelvingar. Inga underarter finns listade i Catalogue of Life.